# Niebla homalea
Niebla homalea är en lavart som först beskrevs av Erik Acharius, och fick sitt nu gällande namn av Rundel & Bowler. Niebla homalea ingår i släktet Niebla och familjen Ramalinaceae.   Inga underarter finns listade i Catalogue of Life.

## Källor

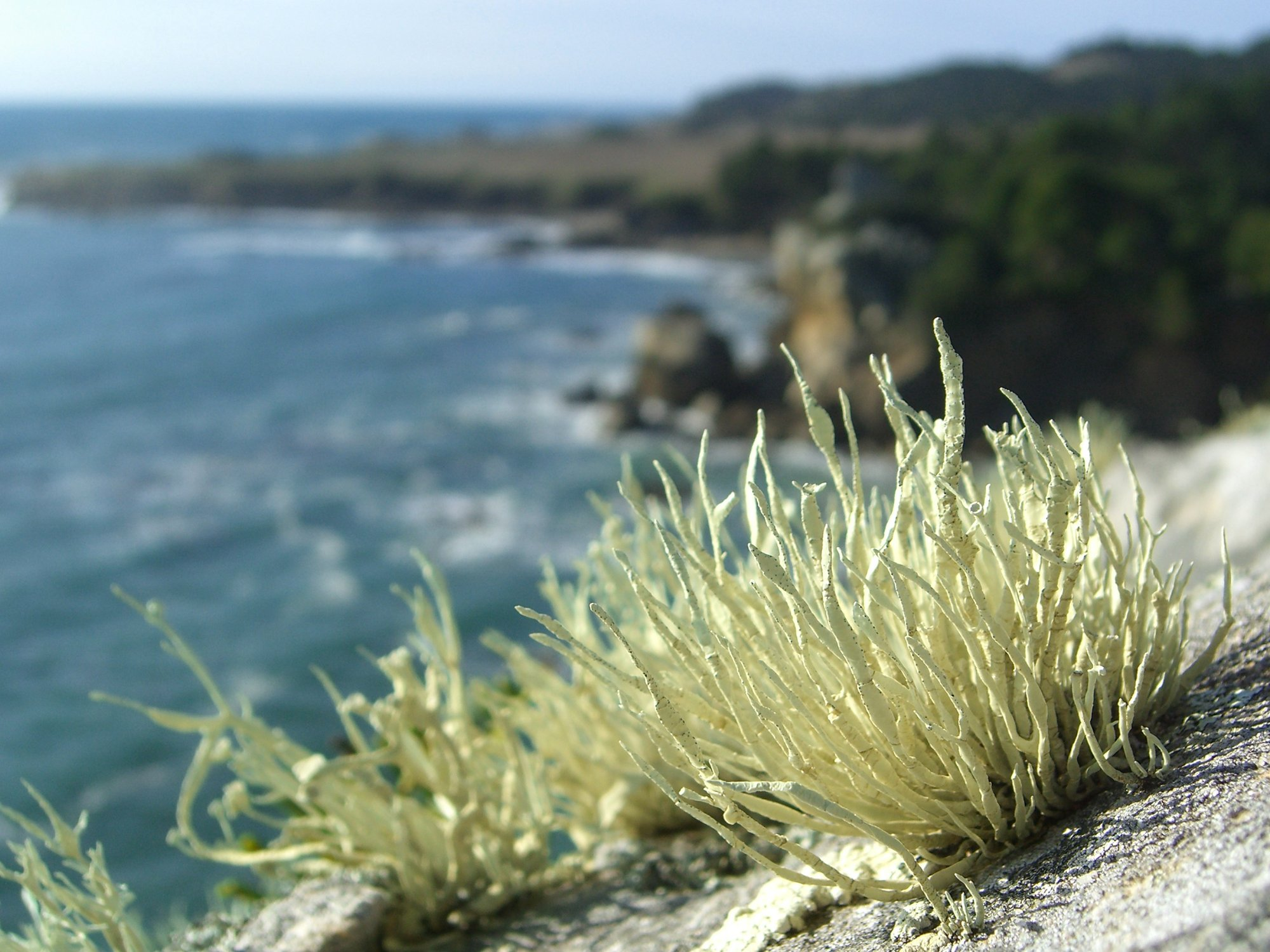